# 魏志明
魏志明（1916年—1985年），河北文安人，中国人民解放军将领、中国人民解放军大校。
1981年，接替王平水，担任兰州军区空军政治委员。1983年，由杨永斌接任。1955年，授中国人民解放军大校军衔。